# Aloysius Jin Luxian

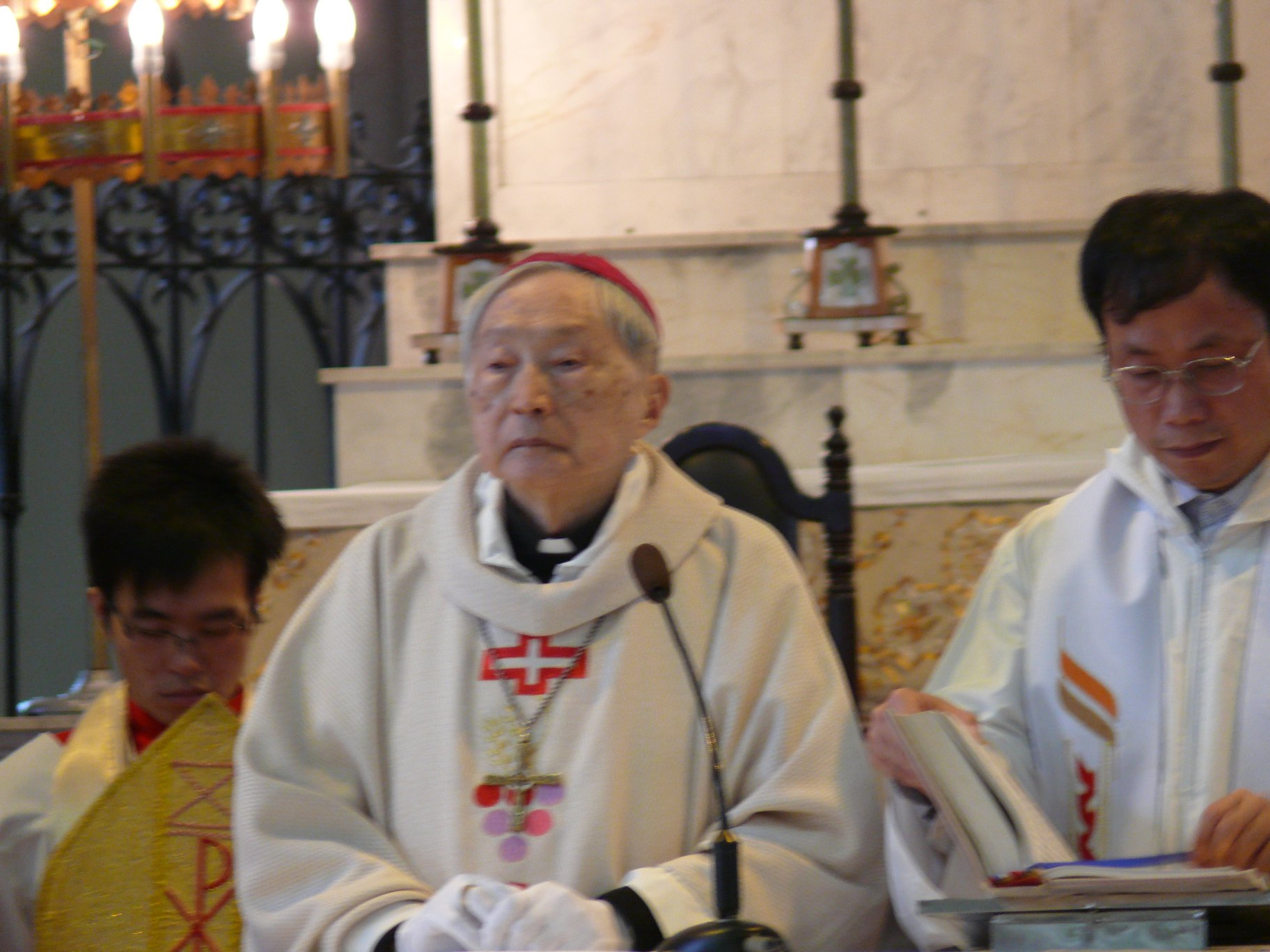
Aloysius Jin Luxian, Shanghai, 2009

Aloysius Jin Luxian SJ (chinesisch 金魯賢, Pinyin Jīn Lǔxián) (* 20. Juni 1916 in der Nähe von Pudong, Shanghai; † 27. April 2013 in Shanghai) war ein chinesischer Jesuit und Bischof von Shanghai.

## Leben
Aloysius Jin Luxian, Sohn einer bereits seit mehreren Generationen katholischen Familie, wurde im Alter von 14 Jahren Vollwaise. 1938 trat er der Ordensgemeinschaft der Jesuiten bei und empfing 1945 die Priesterweihe. Nach dem Ende des Zweiten Weltkrieges konnte er in Innsbruck und Köln sowie Rom studieren, wo er in Dogmatik an der Päpstlichen Universität Gregoriana promoviert wurde. Zurück in China wurde er 1951 Rektor des Priesterseminars in Shanghai. Im Jahr 1955 wurde er zusammen mit Ignatius Kung Pin-Mei, dem Bischof von Shanghai, und hunderten weiterer Priester und engagierter katholischer Laien verhaftet. Nach fünf Jahren Isolationshaft wurde er zu weiteren 18 Jahren Gefängnis verurteilt; insgesamt war er 27 Jahre lang in verschiedenen Gefängnissen und Erziehungslagern sowie Verbannung in den Norden Chinas interniert. Offiziell wurde er erst 1982 freigelassen.
Mit der durch Deng Xiaoping eröffneten Möglichkeit der Wiedereröffnung von Kirchen und Seminaren wurde Aloysius Jin Luxian 1985 mit der Wiedereröffnung des Seminars von Sheshan beauftragt. Gleichzeitig erfolgte die Ernennung zum Weihbischof in Shanghai, jedoch lediglich mit Anerkennung durch die staatliche Chinesische Katholisch-Patriotische Vereinigung und den eingesetzten Bischof von Shanghai, Aloysius Zhang Jiashu, jedoch ohne Apostolische Anerkennung der römischen Kurie. 1988 wurde Aloysius Jin Luxian zum offiziellen Bischof von Shanghai ernannt, wiederum ohne die Zustimmung Roms. Jin Luxian engagierte sich für die Wiederinstandsetzung von Kirchen, um Kontakt zum Ausland, die Seminaristenausbildung und katholische Publikationen auf Chinesisch. Er setzte verstärkt ausländische Professoren im Seminar ein, darunter Joseph Zen Ze-kiun SDB und Savio Hon Tai-Fai SDB.
2005 erfolgte die Aussöhnung mit dem Heiligen Stuhl, der ihn als Apostolischen Administrator für den alzheimerkranken Diözesanbischof Joseph Fan Zhongliang SJ anerkannte. Er spendete Joseph Xing Wenzhi die Bischofsweihe zum Weihbischof in Shanghai, der sowohl von Papst Benedikt XVI. wie auch der chinesischen Regierung anerkannt wurde. Er galt als designierter Nachfolger, bis er Ende 2011 aus „persönlichen Gründen“ zurücktrat. Als sein Nachfolger wurde am 7. Juli 2012 Thaddeus Ma Daqin mit Zustimmung des Vatikans und der chinesischen Behörden geweiht. Dieser soll kurz darauf nach Informationen örtlicher Katholiken im Priesterseminar Sheshan unter Hausarrest gestellt worden sein. Aloysius Jin unterstützte diesen Nachfolger, auch um damit die offizielle Kirche und Untergrundkirche baldmöglichst wieder zu vereinen.
Unter Bischof Aloysius Jin ist Shanghai zur blühendsten Diözese Chinas geworden. Sein Hauptanliegen war die Evangelisierung sowie die Versöhnung zwischen Vatikan und chinesischer Regierung, ein – wie er rückblickend sagte – schwieriger Spagat: „Ich musste eine Schlange und eine Taube zugleich sein. Die Regierung findet, ich stehe dem Vatikan zu nahe, und der Vatikan denkt, ich sei der Regierung zu nahe. Ich bin wie ein schlüpfriger Fisch, der zwischen Regierungskontrolle und den Forderungen des Vatikans eingequetscht ist.“ Im Mai 2006 besuchte ihn Bundeskanzlerin Angela Merkel.